# Stenurella melanura
Stenurella melanura је врста инсекта из реда тврдокрилаца (Coleoptera) и породице стрижибуба (Cerambycidae). Сврстана је у потпородицу Lepturinae.

## Распрострањеност и станиште
Врста се среће на подручју Европе, Мале Азије, Русије, Ирана и на Кавказу. Честа је врста на подручју Србије, како у равницама тако и на већим висинама. Stenurella melanura преферира сунчане ливаде и шумске чистине.  Насељава и листопадне и четинарске шуме, а најчешће се среће на цвећу на шумским рубовима.

## Опис
Глава, пронотум, ноге и антене су црни. Покрилца су код мужјака жућкастобраон са црним врхом, док су код женке црвене или наранџасте са широком црном средњом штрафтом, а врх је такође црн. Тело је уско и издужено. Дужина тела је од 6 до 10 mm.

## Биологија
Комплетан циклус развића се одвија у периоду од око 2 године. Мужјаци често остају на женкама и након парења како би спречили парење са другим мужјацима. Ларве се развијају у мртвом и умерено влажном листопадном и четинарском дрвећу, као домаћини су зебележене следеће врсте: врба, храст, глог, јавор, бор, смрча и клека. Адулти се срећу на цвећу најчешће на врстама из породице Apiaceae, где се хране поленом и нектаром. Могу се видети од маја до септембра.

## Галерија
- женка
- мужјак
- парење

## Синоними
- Leptura melanura Linnaeus, 1758
- Leptura (Stenurella) melanura Linnaeus, 1758
- Strangalia melanura (Linnaeus, 1758)
- Strangalia diversiventris Dufour, 1843
- Leptura sutura nigra DeGeer, 1775
- Stenurella sennii Sama, 2002
- Stenurella samai sennii Sama, 2002
- Leptura similis Herbst, 1784